# Уокер, Клайв
Клайв Уокер (англ. Clive Walker; 26 мая 1957 года, Оксфорд, Англия) — английский футболист, полузащитник, игравший за такие клубы, как «Челси», «Сандерленд», «Куинз Парк Рейнджерс», «Фулхэм» и другие.

## Карьера
Уокер был классическим вингером, обладающим отличной, по тем временам, скоростью, наводящей панику на «фулбеков» соперника.
Уокер стал одним из трёх игроков, которые выступали за три клуба Западного Лондона: «Челси», «Фулхэм» и «Куинз Парк Рейнджерс», таким образом составив компанию Рою Бентли и Полу Паркеру.

### «Челси»
Клайв начал профессиональную карьеру футболиста в «Челси», играя на одном фланге с Реем Уилкинсом. В основной состав начал попадать в сезоне 1977/78. 1979 год он провел в аренде в клубе Североамериканской футбольной лиги «Форт-Лодердейл Страйкерс». Большую часть матчей за «синих» провёл в рамках матчей Второго дивизиона, играя одну из ключевых ролей в команде в тот непростой период.
Уокер становился игроком матча во встрече с действующим обладателем Кубка европейских чемпионов «Ливерпулем» в 1978 году, оформив дубль, и 1982 году, отличившись в паре с Колином Ли. Тем матчи завершились победой хозяев «Стэмфорд Бридж» со счётом 4:2 и 2:0 соответственно. В 1980 году Клайв был признан игроком года в «Челси».
«Челси» был близок к вылету в Третий дивизион в сезоне 1982/83 — команда на тот момент находилась на грани банкротства. Уокер стал одним из спасителей команды, принеся победу в предпоследнем туре чемпионата над «Болтон Уондерерс» — прямым конкурентом в борьбе за выживание.

### «Сандерленд»
Уокер покинул «Челси» по окончании сезона 1983/84 и подписал контракт с «Сандерлендом». В полуфинале Кубка Футбольной лиги Уокер стал одним из творцов победы «черных котов» на «Стэмфорд Бридж» со счётом 3:2, что чуть было не спровоцировало беспорядки — один из фанатов прорвался на поле и пытался добежать до Уокера, но ему это не удалось. «Сандерленд» все же упустил победу в кубке, проиграв в финале на «Уэмбли» «Норвич Сити» со счётом 0:1, а сам Уокер стал одни из антигероев матча не реализовав важный пенальти.

## Карьера тренера
По окончании карьеры футболиста, Уокер стал играющим тренером «Моулси».
На данный момент Клайв Уокер работает на радиостанции BBC Radio London, а также приглашенным экспертом на клубном телеканале «Chelsea TV».